# Antonio Alberti (politico 1883)
Antonio Alberti della famiglia Alberti di San Paolo (Verona, 15 maggio 1883 – Pacengo, 1º agosto 1956) è stato un politico italiano antifascista cattolico, vice-presidente del Senato della Repubblica dall'8 maggio 1948 al 16 marzo 1953.

## Biografia
Membro prima della Consulta Nazionale, poi dell'Assemblea Costituente, e infine del Senato, del quale è stato vicepresidente per quasi tutta la legislatura, fino alle volontarie dimissioni rassegnate nel marzo 1953, dovute a crescenti problemi di salute.
Con la fine della legislatura, avvenuta nel giugno dello stesso anno, lascia il Senato e si ritira a vita privata, fino alla morte che lo colse nell'agosto di tre anni dopo, a 73 anni.